# Mexelote
O caralhinho, mexelote, mexelhote, mexilhote ou pau da poncha é um instrumento usado na Região Autónoma da Madeira para misturar os ingredientes na preparação de bebidas alcoólicas, como a poncha, a niquita e o pé de cabra.

## Nome
Este instrumento tem várias denominações ao longo de toda a ilha da Madeira.
Pode ser conhecido como pau de poncha, numa ligação à bebida, ou caralhinho, pelo seu aspecto fálico.

## Uso
O mexelote, como  já referido, é um instrumento utilizado em cozinhas, bares, em tabernas e mercearias como misturador de vários ingredientes no processo de preparação de algumas bebidas donde se destacam: a sangria – que costuma ter como ingredientes: laranjada, açúcar, cascas de limão e fruta -, o vinho com laranjada, as gemadas tónicas – nas quais entram a gema fresca de ovo com açúcar e cerveja preta – e, com mais notoriedade, na mistura dos ingredientes da poncha que, tendo tido ao longo de muitos anos uma única receita de ingredientes estabelecidos – sumo de limão, aguardente de cana-de-açúcar e mel de abelhas - depara-se actualmente com várias versões da mesma receita – existe, por exemplo, a poncha de maracujá.
Em termos de funcionalidade, o mexelote revela-se bastante eficaz na extracção do sumo do limão e na mistura dos vários ingredientes.  Esta praticidade do objecto prende-se muito com a forma engenhosa como é projectada a extremidade inferior – comum a todas as versões dos mexelotes. Esta extremidade, que se analisarmos cuidadosamente chega a fazer lembrar as lâminas interiores de alguns electrodomésticos actuais como o triturador de alimentos ou as varinhas mágicas, é normalmente composta por uma espécie de cilindro inicial ao qual o artesão começa por marcar, com uma esferográfica, as respectivas divisões. Deste modo, este cilindro envolvente, é dividido transversalmente a meio e serrado em todo o seu perímetro até sensivelmente metade do raio que forma a circunferência da base. Seguidamente, o artesão começa por desbastar a madeira com um escopro e um martelo, intercruzando um dente para um lado e um dente para o outro numa espécie de jogo de formas e alternância de direcções. De acordo com os artesãos, quanto mais profundos forem os cortes e rasgos daquilo a que chamam de dente, mais eficaz será a mistura dos ingredientes que entram nas bebidas. A mistura desses mesmos ingredientes faz-se pegando no cabo do mexelote com a ponta dos dedos das duas mãos e repetindo continuamente um movimento simultâneo de avanço e recuo sobre todo o preparado aquoso enquanto a extremidade inferior do mexelote ocupa-se de toda a mistura.

## Fabrico tradicional
As suas configurações formais por vezes ultrapassam a mera funcionalidade, fazendo o mexelote parte do artesanato típico da ilha.
A sua concepção segue alguns preceitos estabelecidos. No entanto, a escolha das matérias primas e a sua realização dependem dos processos e maneiras de fazer dos artesãos que conferem sempre o seu cunho pessoal.
Na maioria dos casos, exceptuando uma certa produção recente, um tanto mecanizada no processo de fabrico destes instrumentos, os mexelotes, são de produção eminentemente artesanal, sendo os seus autores, artesãos que se dedicam também à produção integral de outras peças - artefactos que vão desde os alguidares, peças de iconografia religiosa, instrumentos musicais tradicionais madeirenses entre outros adentro da natureza da matéria-prima que utilizam. Um grande exemplo desses artesões é o Sr. Luís de Jesus da Serra de Água. Nascido em 1957 começou a fazer o pau da poncha nos seus tempos livres com cerca de 15 de anos. Deste então aperfeiçoou a sua técnica e acabou por moldar o mexelhote. A ideia que temos de mexelhote com 8 dentes, 4 para cada lado, ao longo de uma curvatura de 90º foi criada por este senhor. Antes disso o caralhinho madeirense tinha dentes quadrados, ou seja, não possuiam curvatura. Nos últimos 3 anos, e dado a grande procura desta versão de pau da poncha, esta ideia tem sido adaptada por outros artesãos.
Estas peças artesanais, segundo os próprios artesãos, são muito procuradas por pessoas que percebem e valorizam o cunho pessoal reconhecível entre cada uma das peças realizadas manualmente. Segundo estes, um outro factor que capta a atenção e a confiança dos consumidores para este tipo de artigo, é a qualidade da matéria-prima. Atendendo ao acompanhamento permanente do artesão em todas as fases de realização das peças de artesanato, o conhecimento da matéria-prima é muito maior, pois é este quem parte em sua procura e a prepara de modo igualmente artesanal. As madeiras mais utilizadas no fabrico dos objectos artesanais são: o loureiro, a laranjeira, o limoeiro, o castanheiro, a nogueira, a urze e o pau de til, sendo que no caso dos mexelotes a madeira mais utilizada seja a do loureiro e da laranjeira atendendo ao seu grau de dureza que não coloca muitas dificuldades ao artesão.
Um mexelote convencional, exceptuando as versões megalómanas realizadas propositadamente para frontispícios de estabelecimentos comerciais que, podem, ainda assim, variar na sua escala, tem normalmente por dimensão 33 cm de altura incluindo todas as extremidades: a inferior, associada à funcionalidade do objecto e, a superior, que pode deixar de existir, embora esteja associada a um certo valor estético e simbólico – são o caso dos mexelotes que no seu cabo apresentam um trabalhado minucioso de entalhe ou embutidos de diversas madeiras ou todos aqueles que terminam em cabeça de vilão/viloa (da autoria do Sr. Luís de Jesus).
As extremidades podem variar na sua dimensão consoante o artesão que as concretiza, mas normalmente, a extremidade inferior, não ultrapassa os 5 cm de altura e os 5 cm de diâmetro.
Os mexelotes concebidos pelas mãos dos artesãos têm normalmente um período de vida relativamente longo uma vez que o artesão tem a preocupação de trabalhar com as melhores madeiras. Neste caso, apenas o desgaste inerente ao uso do objecto, é o único factor que vai ditar o tempo de duração do mesmo.
No caso dos mexelotes realizados pelos artesãos, são sempre escolhidos pedaços de madeira de louro ou laranjeira que são gradualmente desbastados com o auxílio de um canivete e/ou um escopro até se definir a espessura ideal do cabo. As extremidades superiores e inferiores são depois ajustadas durante este mesmo corte inicial. O processo de acabamento é realizado com uma lixa de água ou um caco de vidro o que permite que toda a superfície da peça fique mais plana. No caso dos mexelotes encontrados à venda em supermercados, pode-se constatar que, o toque artístico e individualizado que cada uma das peças artesanais possui, não existe, atendendo à simplificação a que todas as componentes da peça sofreram por forma a aumentar a produção, encurtar o prazo de realização e tornar o objecto a um preço mais acessível. As suas peças constituintes são realizadas separadamente e unidas posteriormente por um orifício através do qual é trespassado o cabo, funcionando como elo de ligação com a extremidade dentada do mexelote. É de salientar que estas peças descuram do aspecto simbólico e estético que os primeiros comportam. Aqui está unicamente valorizado o aspecto da funcionalidade, embora a natureza precária da madeira utilizada – pinho bravo, muitas das vezes ainda verde – faça com que o tempo de vida do objecto esteja condicionado. Em termos de relação de qualidade - preço compensa comprar um artesanal.
Este tipo de objecto tem normalmente como público alvo pessoas ligadas a estabelecimentos comerciais onde ainda se preparam as tradicionais bebidas assim como a pessoas ligadas a lojas de souvenirs que não prescindem da presença destes objectos nas suas lojas para vendê-los aos turistas. Como forma de divulgação deste tipo de produtos, as feiras de Artesanato são, segundo os artesãos, a melhor maneira para a projecção e conhecimento do público tanto dos produtos como do processo de realização dos mesmos.

## Origem do mexelote
Julga-se que o mexelote, utilizado na preparação da poncha, tenha surgido em simultâneo com a própria receita. Atendendo às origens da bebida pensa-se que as primeiras espécies de mexelotes poderão ter sido feitos em marfim com extremidades algo contundentes por forma a extrair o sumo do limão. Contudo, não existem testemunhos desse período histórico a esse respeito por forma a validar estas meras suposições.
Embora a poncha fosse já desde o século XIX uma bebida muito consumida no seio das famílias madeirenses, não existem exemplares do instrumento, dessa época, utilizado na preparação dessa mesma bebida. Segundo o conhecimento dos idosos, transmitidos por via oral, sabe-se que tais instrumentos não mudaram muito na forma utilizada como triturador/misturador. Segundo estes, a mudança/diferença residia no aspecto decorativo que poderia variar bastante de instrumento para instrumento consoante a pessoa que o concebia.
Actualmente, a tradição da poncha continua bem viva entre nós, madeirenses, e os instrumentos utilizados como auxiliar de preparação destas bebidas, na sua essência não tem alterado muito. Como já aqui foi abordado existem sim variantes, mas ao nível da decoração inclusa. Os mexelotes continuam a ser produzidos artesanalmente muito embora comecem a surgir no mercado versões mais depuradas adaptadas à produção industrializado